# Centro Agronómico Tropical de Investigación y Enseñanza
El Centro Agronómico Tropical de Investigación y Enseñanza (CATIE) es una organización internacional, establecida en 1973 con fines de investigación científica, educación de posgrado y apoyo técnico a los países, en los sectores agropecuario y de recursos naturales. Su sede central se ubica en el cantón de Turrialba, en la provincia de Cartago, Costa Rica.
Su área de mandato son los países de América Latina y el Caribe y cuenta con un sistema de países y regiones miembros del CATIE que incluye miembros regulares como Belice, Bolivia, Colombia, Costa Rica, El Salvador, Guatemala, Honduras, México, Nicaragua, Panamá, Paraguay, República Dominicana y Venezuela, así como el Instituto Interamericano de Cooperación para la Agricultura (IICA). Además, es miembro adherente el Estado de Acre en Brasil.
Su campus (uno de los más grandes del país), abarca poco más de 1.000 hectáreas con bosque propio de la zona y está a una altitud de 600 m s. n. m., delimitado en el este por el río Turrialba.
El CATIE cumple una importante misión en América Latina y el Caribe, al ser una de las pocas organizaciones de su tipo especializadas en la investigación en el manejo de la agricultura sostenible y los recursos naturales del trópico, con la finalidad de hacer frente a los desafíos globales que se presentan.

## Historia
El origen del CATIE se remonta al 7 de octubre de 1942, cuando el Instituto Interamericano de Cooperación para la Agricultura (IICA), fue fundado. Desde su creación, el objetivo del organismo se ha centrado en la investigación y la educación en la agricultura y los recursos naturales en los trópicos americanos. La Escuela de Postgrado comenzó sus operaciones en 1946. En 1960, la Dirección General del IICA fue trasladado desde Turrialba a su sede en el cantón de Vázquez de Coronado, San José. 
La agricultura, desde el principio, implicó un amplio espectro de actividades y disciplinas, incluyendo la producción de cultivos, la ganadería, los recursos naturales renovables y las dimensiones sociales y económicas de estos campos de la actividad. Con el tiempo, la base de Turrialba del Instituto se transformó en un Centro de Educación e Investigación (CEI). Durante un período de nueve años, a partir de 1960, los cambios significativos llevaron a un fortalecimiento de las oportunidades de formación para los profesionales de América Latina, sentando así las bases 6 para el desarrollo agrícola de la región. En 1970, el Centro de Educación e Investigación fue nombrado el Centro Tropical de Educación e Investigación (CTEI).
En el año 1973 fue un año importante para esta institución. El Centro Agronómico Tropical de Investigación y Enseñanza (CATIE) se estableció definitivamente como una entidad autónoma dedicada a la investigación, la educación superior y las actividades de divulgación. Además, el Consejo Superior, integrado por los Ministros de los Ministerios de Agricultura o Medio Ambiente de los países miembros del CATIE, supervisa la institución y se asegura de que los intereses de sus países están representados en los planes y actividades del CATIE.
Hoy en día, el CATIE es una institución internacional sin fines de lucro dedicada a la investigación, la educación superior y la divulgación de las ciencias agrícolas, recursos naturales y otros temas relacionados en los trópicos americanos. La misión del CATIE es "Aumentar humano sostenible e inclusivo bienestar en América Latina y el Caribe, promoviendo la educación, la investigación y la innovación para el desarrollo, la gestión sostenible de la agricultura y la conservación de los recursos naturales."
El programa de posgrado en el CATIE tiene una larga y orgullosa historia. El M.Sc. programa se remonta a 1946 y ha producido más de 2.500 graduados, la mayoría de los cuales han servido a la región y sus profesiones en posiciones de liderazgo. En 1996, después de un cuidadoso estudio, un programa de doctorado se inició en colaboración con instituciones líderes en los Estados Unidos y Europa. En 2013, el programa se amplió para incluir una opción en español con las principales instituciones cooperantes en América Latina y España.

## Programas de postgrado
- Agroforestería y Agricultura Sostenible (Máster)
- Gestión y Conservación de los Bosques Tropicales y Biodiversidad (Masters)
- Economía, Desarrollo y Cambio Climático (Masters)
- Integrado de Gestión y Administración de Cuencas (Masters)
- Práctica del Desarrollo (Masters profesionales)
- Conservación Práctica (Profesional Masters)
- Caficultura Sostenible y Regenerativa (Master y Diplomados superiores)
- Turismo Sostenible (Masters profesionales, es un título conjunto entre la *Universidad del Norte de Texas (UNT) y el CATIE)
- Doctorado en Agricultura y Recursos Naturales, en conjunto con la Universidad de Bangor (Gales) y de la Universidad de Idaho